# Курцикидзе, Гега Семёнович
Гега Семёнович Курцикидзе (род. 10 сентября, 1968) — грузинский театральный режиссёр, артист.

## Биография
Гега Семенович Курцикидзе родился 10 сентября 1968 года в Тбилиси. Учился в Тбилисской государственной медицинской академии, но не завершил обучение.
Окончил Тбилисский государственный институт театра и кино им. Ш. Руставели в 2003 году (творческая мастерская профессора Гизо Жордания), в период обучения получал стипендию имени Сандро Ахметели.
В 2003—2006 годах учился на Высших режиссёрских курсах в творческой мастерской профессора Темура Чхеидзе.
Один из организаторов международного конкурса-фестиваля студенческих спектаклей и фильмов «Дебют».

### Семья
Жена и трое детей.

## Театральные работы
Творчество режиссёра включает более 40 спектаклей, в том числе:
- «Что случилось в зоопарке» (Эдвард Олби), дипломная работа в Тбилисском театральном институте имени Шота Руставели, 2003.
- «Гарольд и Мод» (Колин Хиггинс), Руставский драматический театр, 2006.
- «Антигона» (Жан Ануй), Руставский драматический театр, 2007.
- «У труса разве есть враги?»[3] (Важа-Пшавела), Руставский культурный центр, 2009.
- «Не быть рабом ни для кого, кроме Господа Всемогушего» (Михо Мосулишвили), Тбилисский театр юного зрителя, 2010.
- «Собака» (Нодар Думбадзе), Тбилисский литературный театр, 2010.
- «Моя Зарянка» (Михо Мосулишвили), Государственный драматический театр города Хуло, 2016.

## Призы и награды
- «За лучшую режиссуру» на Международном фестивале студенческих спектаклей и фильмов «Дебют», 2002 год[4].
- «Гран-при» на Международном фестивале «Дебют» за постановку спектакля «Что случилось в зоопарке» Эдварда Олби, 2003 год[4].